# Corythalia cubana
Corythalia cubana är en spindelart som beskrevs av Roewer 1951. Corythalia cubana ingår i släktet Corythalia och familjen hoppspindlar. Inga underarter finns listade i Catalogue of Life.